# Mykenisches Heiligtum
Mykenische Heiligtümer wurden in zahlreichen griechischen Orten entdeckt, meist wurden sie in der Landschaft errichtet, die entweder nah an einer bedeutenden Siedlung oder an natürlichen Anziehungspunkten lagen. 
Je nach Gottheit war ein Heiligtum an einem spezifischen Ort. Sei es am Meer (Po-I-Tan / Poteido / Po - ti - To = Poseidon) oder in der Nähe eines Vulkans, Quellen oder Wäldern. Die Heiligtümer waren entweder Gräber mykenischer Kriegsfürsten/Helden (meist Kuppelgräber oder kreisförmige Steinanlagen um Gräber) oder befanden sich in einem Megaron. 

Berühmte Heiligtümer wurden in Mykene (Peloponnes), Tiryns oder Pylos entdeckt. Die Form des Megarons war der Vorläufer der antiken Tempel. 

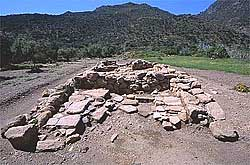
Megaron auf Methana

 Das 1990 in Methana entdeckte Heiligtum mit einer Opferstätte aus der Zeit 1400–1200 v. Chr. wird einer vorgeschichtlichen Gestalt des Poseidon zugeordnet.